# Réda Rabhi
 (mai 2019).
Pour les articles homonymes, voir Rabhi.
Réda Rabhi est un footballeur algérien né le 31 janvier 1991 à Chlef. Il évolue au poste d'arrière gauche.

## Biographie
Réda Rabhi évolue en première division algérienne avec les clubs de l'USM Alger, de l'ASO Chlef, et du RC Relizane. Il dispute un total de 38 matchs en première division, inscrivant un but. Il marque son unique but dans ce championnat le 23 avril 2016, lors de la réception du CS Constantine, permettant à son équipe de faire match nul (2-2).